# Прокоф'єв Валентин Феофанович
Валентин Феофанович Прокоф'єв (нар. 7 (20) травня 1905, Миколаїв, Російська імперія — пом. 12 березня 1939, Хабаровський край, СРСР) — радянський футболіст, нападник, тренер, капітан київського «Динамо» 1932 року.

## Кар'єра гравця
У 15-ти річному віці грав за команду миколаївського заводу «Наваль», потім в найсильнішій команді міста «МСК», паралельно грав у збірній Миколаєва. Під час одного з регулярних матчів збірних міст був помічений одеситами. У 1922 році працевлаштувався вантажником в одеський порт. Вечорами тренувався і грав у складі «Местрана».
У 1924 році збірна Москви гостювала в Одесі, і провела декілька матчів зі збірною міста. За москвичів грав уродженець Миколаєва Станіслав Леута. Він разом з Миколою Старостіним умовили Прокоф'єва переїхати в столицю. Через два роки гри в Москві, за результатами опитування уболівальників, проведеного в 1926 році журналом «Червоний спорт», Валентин був визнаний найкращим лівим крайнім нападником Радянського Союзу. Через проблеми з дисципліною часто змінював команди. Пограв за «Харчовики» (двічі), московське та київське «Динамо». У 1934 році завершив кар'єру.

## Кар'єра в збірній
Прокоф'єв брав участь в поєдинках збірної СРСР проти збірної Туреччини в Ізмірі.

## Смерть
У 1937 році Прокоф'єв був заарештований і отримав п'ять років таборів. Через два роки помер внаслідок зараження крові.

## Досягнення
- / Чемпіонат Миколаєва
  -  Чемпіон (2): 1922, 1923 (весна).

- Чемпіонат Одеси
  -  Чемпіон (3): 1923 (весна), 1923 (осінь), 1924 (весна).

- Чемпіонат Москви
  -  Чемпіон (3): 1927 (осінь), 1928, 1930 (осінь)

- Чемпіонат товариства «Динамо»
  -  Чемпіон (1): 1929

- Чемпіонат РРФСР
  -  Чемпіон (1): 1931

- Чемпіонат РРФСР
  -  Срібний призер (1): 1931

- Чемпіонат УРСР
  -  Срібний призер (1): 1934

- У списку найкращих футболістів СРСР (3): № 1 (1926), № 1 (1930), № 2 (1933)